# Mother's Wish
|  | Denne artikel er oprettet af botten PalnaBot ud fra en ekstern database. Den kan derfor have sproglige fejl eller mangler. Denne skabelon kan fjernes efter kontrol af indholdet. |

Mother's Wish er en dokumentarfilm instrueret af Joonas Berghäll efter manuskript af Joonas Berghäll, Timo Vierimaa, Anna Nykyri.

## Handling
Tolv kvinder fra hele verden deler deres historier om de mest betydningsfulde øjeblikke i deres liv. I filmen flettes kvindernes historier sammen og bliver til en poetisk film om kærlighed, angst og ensomhed. Om øjeblikket, hvor det første barn bliver født; om stoltheden på datterens første skoledag; om flugten fra det arrangerede ægteskab og om de ar, et misbrug kan efterlade. Det element, der binder de forskellige historier sammen, er moderens rolle. Moderen  hvad enten hun er nærværende eller fraværende, er omdrejningspunktet i alle fortællingerne.